# Berwyn (Metro de Chicago)
Berwyn es una estación en la línea Roja del Metro de Chicago. La estación se encuentra localizada en 1121 West Berwyn Avenue en Chicago, Illinois. La estación Berwyn fue inaugurada el 18 de febrero de 1917. La Autoridad de Tránsito de Chicago es la encargada por el mantenimiento y administración de la estación. 

## Descripción
La estación Berwyn cuenta con 1 plataforma central y 4 vías. 

## Conexiones
La estación es abastecida por las siguientes conexiones: 
CTA
- #92 Foster[2]
- #144 Marine/Michigan Express[3]
- #146 Inner Drive/Michigan Express[4]
- #N151 Sheridan (Night Service)[5]